# Villabasta de Valdavia
Villabasta de Valdavia är en kommun i Spanien.   Den ligger i provinsen Provincia de Palencia och regionen Kastilien och Leon, i den norra delen av landet, 250 km norr om huvudstaden Madrid. Arean är 11,0 kvadratkilometer.
Terrängen i Villabasta de Valdavia är platt.